# 威廉·雷迪斯

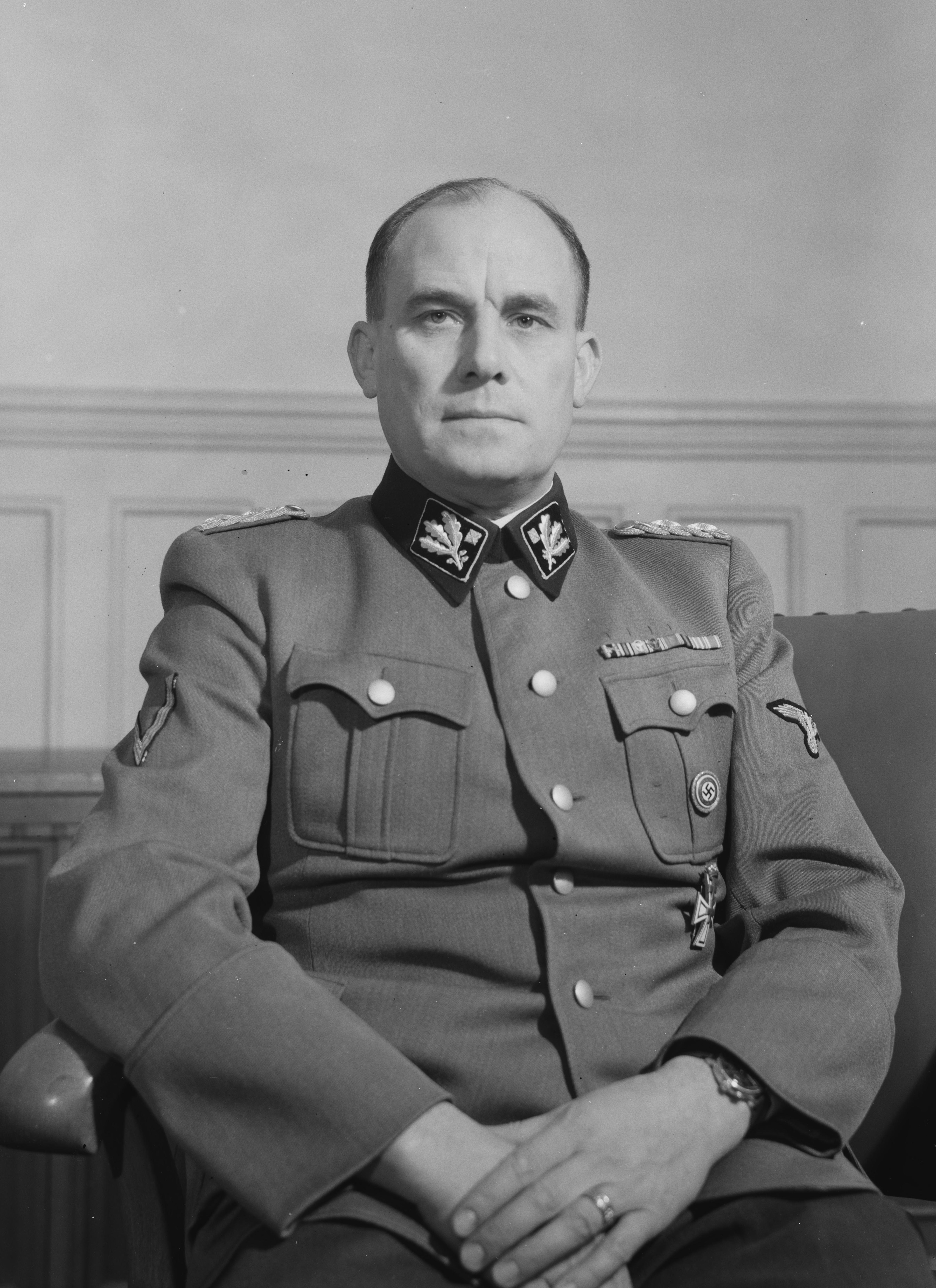
威廉·雷迪斯

弗里德里希·威廉·奥托·雷迪斯（德語：Friedrich Wilhelm Otto Redieß；1900年10月10日—1945年5月8日）是德军在二战期间占領挪威时期的一位党卫队和警察领袖。1940年6月22日起开始指挥所有驻扎在挪威的党卫队部队，直到最终自杀为止。 